# Rudolf II Askańczyk
Rudolf II (ur. 1307, zm. 6 grudnia 1370) – władca Saksonii-Wittenbergi od 1356 roku, elektor. Pochodził z dynastii Askańczyków.